# Aquificae
Тип Aquificae — це набір різноманітних бактерій, які живуть в жорстких екологічних умовах. Вони знайдені в гарячих джерелах, сіркових ставках і теплих океанських затоках. Члени роду Aquifex, наприклад, можуть жити у воді при температурі між 85 та 95 °C. Вони — домінуючі жителі більшості гарячих джерел вище 60 градусів Цельсія з pH від нейтрального до лужного. Вони — автотрофи, і є основними фіксаторами вуглецю в цих середовищах. Вони — дійсні бактерії (Bacteria), в протилежність до інших мешканців екстремальних навколишніх середовищ, архей (Archaea).
Завдяки їх можливостям жити в екстремальних умовах, вони широко використовуються для очищення відходів. Недавно була відкрита їх спроможність виробляти електричний струм, що також може знайти використування в майбутності.
Зараз немає згоди щодо таксономії родів в межах типу Aquificae. Один стандартний текст стверджує, що тільки роди Aquifex, Calderobacterium, Hydrogenobacter, і Thermocrinis належать до Aquificales. Інший наполягає що, крім родів в межах Aquificaceae і родини Hydrogenothermaceae, наступні роди — incertae sedis (некласіфовані), але належать Aquificae: Balnearium, Desulfurobacterium, група EX-H1, і Thermovibrio.